# Susanne Raab
Susanne Raab z domu Knasmüller (ur. 20 października 1984 w m. Vöcklabruck) – austriacka polityk i prawniczka, w latach 2020–2025 minister w rządzie federalnym.

## Życiorys
W latach 2002–2003 kierowała oddziałem Schülerunion (organizacji uczniowskiej związanej z ludowcami) w Górnej Austrii. Kształciła się na Universität Innsbruck, gdzie uzyskała magisterium z prawa (2008) i psychologii (2009). Odbyła także studia doktoranckie z zakresu prawa (dysertację złożyła w 2010). Pracowała na macierzystej uczelni oraz w European Centre of Tort and Insurance Law z siedzibą w Wiedniu. Wykładała też na Universität für Weiterbildung Krems, była również urzędniczką w resorcie spraw wewnętrznych. W 2011 dołączyła do resortu spraw zagranicznych, gdzie zajęła się sprawami integracji, za które początkowo odpowiadał tam Sebastian Kurz. W 2017 w resorcie tym objęła kierownictwo sekcji do spraw integracji.
Działaczka Austriackiej Partii Ludowej. W styczniu 2020 z rekomendacji tej partii została powołana na ministra bez teki w drugim rządzie Sebastiana Kurza. Po modyfikacji struktury gabinetu zgodnie z wcześniejszymi ustaleniami powierzono jej następnie sprawy integracji i kobiet. W lutym 2021 dodatkowo przekazano jej sprawy rodziny i młodzieży. Pozostała na dotychczasowej funkcji ministerialnej w październiku 2021, gdy nowym kanclerzem został Alexander Schallenberg, a także w grudniu 2021, gdy na czele gabinetu stanął Karl Nehammer. W styczniu 2022 przeszła na stanowisko ministra do spraw kobiet, rodziny, integracji i mediów; urząd ten sprawowała do marca 2025.
W wyborach w 2024 uzyskała mandat deputowanej do Rady Narodowej.